# HBradio
HBradio ist eine mehrsprachige Schweizer Zeitschrift für Amateurfunk.
HBradio erscheint alle zwei Monate und ist die einzige Amateurfunkzeitschrift in der Schweiz. Sie wird von der Union Schweizerischer Kurzwellen-Amateure herausgegeben und hat nach eigenen Angaben eine Auflage von 3'500 Exemplaren. Von 1932 bis 2007 erschien die Zeitschrift unter dem Namen «Old Man».
Die Vereinspublikation erschien erstmals am 1. Mai 1932 unter dem Namen Old Man (‘OM’, einem internen Jargon für männliche Funkamateure). Bereits seit der Gründung der USKA im Jahre 1929, erschien in der «Schweizerischen Radio-Zeitung» eine Seite für Radioamateure unter diesem Titel. Im Februar 1936 wurde das ursprüngliche Format A4 auf A5 umgestellt, das sich bis Anfang 2008 hielt. Seitdem wird das Vereinsorgan mit einem neuen Konzept unter dem Namen HBradio wieder in A4 publiziert.
Während aktuelle Ausgaben der HBRadio nur USKA-Mitgliedern zur Verfügung steht, sind ältere Ausgaben zum freien Download verfügbar.